# 2피트 6인치 궤간
2피트 6인치 궤간 또는 762mm 궤간은 주로 현재 일본, 중국, 인도 등에서 사용되고 있다.일본의 경우는 우쓰베선이 유명하다. 중국의 경우는 증기기관차로 조그만한 협궤객차를 끄는 방식이다. 한국은 현재에는 없지만 과거에는 있었다. 그것은 수인선과 수려선이었다. 그 당시는 협궤 디젤 액압 동차, 협궤객차, 나게하형 가솔린동차, 그리고 화차랑 혀기형 증기기관차가 있었다. 또한 수인선은 표준궤로 바뀌면서 전철이 생겨났다. 현재 협궤철도차량은 가솔린동차를 제외한 나머지는 철도박물관에서 보존하고 있다.

## 같이 보기
- 보존철도